# Delmar (empresa)
Delmar es una compañía argentina de calzado informal frecuentemente usada por practicantes de distintos deportes alternativos como el surf, kitesurf, wakeboard, skate, longboard, entre otros. El modelo característico de la marca (las "delmar") combina lo mejor de una alpargata, un zapato y una sandalia, simples y complejas a la vez.
El logo de la marca surge de la combinación de 2 pirámides energéticas, resultando en una forma romboidal, dentro del cual pueden encontrarse un sol y un clásico símbolo hawaiano del mar, los triángulos invertidos.

## Historia
Delmar surge en noviembre de 2011 de la mano de dos amigos argentinos, fanáticos de los deportes alternativos, en búsqueda de un calzado cómodo y distinto. Durante viajes que realizaron a Indonesia y Norteamérica entre 2010 y 2011, descubrieron una tendencia de calzado informal que estaba reemplazando a las sandalias tradicionales en el mundo del surf y los deportes alternativos.
Debido a las restricciones locales y la falta de producción nacional de un calzado del estilo, deciden fundar Delmar.